# Freiburger Fußball-Club 1897 1980-1981
Questa voce raccoglie le informazioni riguardanti il Freiburger Fußball-Club 1897 nelle competizioni ufficiali della stagione 1980-1981.

## Stagione
Nella stagione 1980-1981 il Freiburger, allenato da Bernd Hoss, concluse il campionato di 2. Bundesliga al 10º posto. In Coppa di Germania il Freiburger fu eliminato al terzo turno dall'Alemannia Aquisgrana.

## Rosa
| N. |                     | Ruolo | Calciatore          |
| -- | ------------------- | ----- | ------------------- |
|    | Germania (bandiera) | P     | Karl Armbrust       |
|    | Francia (bandiera)  | P     | Yves Bischoff       |
|    | Germania (bandiera) | P     | Wolfgang Dotzauer   |
|    | Germania (bandiera) | D     | Udo Lay             |
|    | Germania (bandiera) | D     | Rolf-Dieter Öttle   |
|    | Germania (bandiera) | D     | Thomas Schneider    |
|    | Germania (bandiera) | D     | Heinrich Schnitzer  |
|    | Germania (bandiera) | D     | Helmut Zahn         |
|    | Germania (bandiera) | C     | Andreas Braun       |
|    | Germania (bandiera) | C     | Heinz-Dieter Derigs |
|    | Austria (bandiera)  | C     | Buffy Ettmayer      |
|    | Germania (bandiera) | C     | Michael Harforth    |

| N. |                      | Ruolo | Calciatore         |
| -- | -------------------- | ----- | ------------------ |
|    | Germania (bandiera)  | C     | Michael Kuntze     |
|    | Germania (bandiera)  | C     | Ulli Löffler       |
|    | Germania (bandiera)  | C     | Karl-Heinz Mießmer |
|    | Danimarca (bandiera) | C     | Niels Poulsen      |
|    | Germania (bandiera)  | C     | Karl-Heinz Schulz  |
|    | Germania (bandiera)  | C     | Bernd Vogtmann     |
|    | Germania (bandiera)  | C     | Norbert Ziegler    |
|    | Germania (bandiera)  | A     | Karl-Heinz Bühler  |
|    | Germania (bandiera)  | A     | Paul Linz          |
|    | Germania (bandiera)  | A     | Jürgen Marek       |
|    | Germania (bandiera)  | A     | Ralf Obermann      |
|    | Germania (bandiera)  | A     | Ralf Obermüller    |

## Organigramma societario
Area tecnica
- Allenatore: Bernd Hoss
- Allenatore in seconda:
- Preparatore dei portieri:
- Preparatori atletici:

## Calciomercato

### Sessione estiva
| Acquisti | Acquisti        | Acquisti              | Acquisti |
| R.       | Nome            | da                    | Modalità |
| -------- | --------------- | --------------------- | -------- |
| C        | Norbert Ziegler | Bayer Leverkusen      |          |
| A        | Paul Linz       | Bremerhaven           |          |
| C        | Ulli Löffler    | Sportfreunde Freiburg |          |
| A        | Ralf Obermüller | Stoccarda II          |          |

| Cessioni | Cessioni           | Cessioni       | Cessioni |
| R.       | Nome               | a              | Modalità |
| -------- | ------------------ | -------------- | -------- |
| D        | Reinhold Fanz      | Karlsruhe      |          |
| A        | Otmar Ludwig       | Hessen Kassel  |          |
| C        | Alfred Metzler     | Offenburger    |          |
| A        | Werner Seubert     | Greuther Fürth |          |
| C        | Bernd Stobeck      | Singen         |          |
| A        | Hans-Peter Widmann | Stetten        |          |

### Sessione invernale
| Acquisti | Acquisti | Acquisti | Acquisti |
| R.       | Nome     | da       | Modalità |
| -------- | -------- | -------- | -------- |

| Cessioni | Cessioni | Cessioni | Cessioni |
| R.       | Nome     | a        | Modalità |
| -------- | -------- | -------- | -------- |

## Risultati

### 2. Bundesliga

#### Girone di andata
| Arbitro: | Glaw |

|                                                             |           |  |
| Schlindwein 4’ Respondek 8’, 42’ Hein 61’ Sebert 83’ (rig.) | Marcatori |  |

| Arbitro: | Andres |

|  |           |            |
|  | Marcatori | 38’ Szupak |

| Arbitro: | Dücker |

|                                                     |           |           |
| Öttle 9’ (aut.) Hoffmann 16’, 22’ Sommerer 20’, 56’ | Marcatori | 87’ Marek |

| Arbitro: | Luca |

|                              |           |  |
| Rütten 66’ (aut.) Schulz 68’ | Marcatori |  |

| Arbitro: | Brückner |

|                              |           |                          |
| Traser 50’ Traser 67’ (rig.) | Marcatori | 48’ Poulsen 77’ Ettmayer |

| Arbitro: | Boos |

|                                                                 |           |                                      |
| Ettmayer 22’ Schulz 25’, 87’ Lay 58’ Obermann 63’, 90’ Linz 80’ | Marcatori | 31’, 66’ Demange 70’ (rig.) Fritsche |

| Arbitro: | Messmer |

|              |           |                            |
| Oehrlein 47’ | Marcatori | 45’, 86’ Linz 58’ Ettmayer |

| Arbitro: | Dellwing |

|          |           |             |
| Linz 89’ | Marcatori | 87’ Hofmann |

| Arbitro: | Brehm |

|                                                                                 |           |                       |
| Korlatzki 20’ Collet 21’ Westenberger 23’, 26’ Neumann 33’ (rig.) Bruckhoff 47’ | Marcatori | 28’, 63’, 82’ Löffler |

| Arbitro: | Theobald |

|             |           |                            |
| Mießmer 58’ | Marcatori | 15’ Dörflinger 90’ Schüler |

| Arbitro: | Engel |

|            |           |           |
| Ludwig 70’ | Marcatori | 71’ Marek |

| Arbitro: | Correll |

|                                                      |           |          |
| Marek 22’ Schulz 23’ Linz 45’, 75’, 81’ Harforth 84’ | Marcatori | 77’ Wurm |

| Arbitro: | Dahler |

|                             |           |          |
| Rupp 6’ Harforth 56’ (aut.) | Marcatori | 76’ Linz |

| Friburgo in Brisgovia 31 ottobre 1980 14ª giornata | Freiburger | 0 – 0 referto | Eintracht Treviri | Möslestadion (2 000 spett.)\| Arbitro: \| Messmer \| |
| Arbitro:                                           | Messmer    |               |                   |                                                      |

| Arbitro: | Aldinger |

|  |           |                              |
|  | Marcatori | 47’ Kuntze 58’, 85’ Harforth |

| Arbitro: | Kühne |

|                             |           |                     |
| Schulz 21’, 28’ Mießmer 27’ | Marcatori | 5’ Müllner 37’ Hupp |

| Arbitro: | Matheis |

|                                            |           |  |
| Dreher 10’ Täuber 29’ Hayer 54’ Nickel 75’ | Marcatori |  |

| Arbitro: | Neuner |

|                          |           |                       |
| Poulsen 65’ Harforth 68’ | Marcatori | 43’ Ruhs 87’ Hartmann |

| Arbitro: | Schumann |

|                                           |           |                      |
| Höfer 10’, 49’ Bein 65’ Kutzop 75’ (rig.) | Marcatori | 28’ Poulsen 43’ Linz |

#### Girone di ritorno
| Arbitro: | Linn |

|          |           |  |
| Linz 75’ | Marcatori |  |

| Arbitro: | Röder |

|                  |           |                    |
| Schwehr 57’, 80’ | Marcatori | 49’ Linz 86’ Marek |

| Arbitro: | Filla |

|                                          |           |                      |
| Harforth 19’ Dörr 31’ (aut.) Poulsen 60’ | Marcatori | 67’ Größler 89’ Besl |

| Arbitro: | Aldinger |

|              |           |          |
| Suchanek 44’ | Marcatori | 79’ Linz |

| Arbitro: | Boos |

|                              |           |            |
| Marek 2’ Schulz 38’ Linz 57’ | Marcatori | 68’ Traser |

| Arbitro: | Kinzinger |

|                  |           |  |
| Demange 74’, 77’ | Marcatori |  |

| Arbitro: | Gschwender |

|                              |           |              |
| Schulz 21’, 90’ Harforth 28’ | Marcatori | 60’ Oehrlein |

| Arbitro: | Wilhelmi |

|                        |           |                                                                          |
| Anthes 14’ Álvarez 77’ | Marcatori | 15’ Derigs 17’ Harforth 36’ Ziegler 42’ Ettmayer 75’ Lay 82’ (rig.) Linz |

| Arbitro: | Werner |

|                    |           |  |
| Marek 10’ Linz 54’ | Marcatori |  |

| Friburgo in Brisgovia 21 marzo 1981 29ª giornata | Friburgo    | 0 – 0 referto | Freiburger | Dreisamstadion (14 500 spett.)\| Arbitro: \| Schmidhuber \| |
| Arbitro:                                         | Schmidhuber |               |            |                                                             |

| Arbitro: | Kühne |

|  |           |                               |
|  | Marcatori | 71’ Kempa 76’, 88’ Frohnapfel |

| Arbitro: | Föckler |

|           |           |          |
| Trieb 53’ | Marcatori | 80’ Linz |

| Arbitro: | Jupe |

|                      |           |         |
| Linz 27’, 67’ (rig.) | Marcatori | 8’ Loes |

| Arbitro: | Eli |

|                               |           |  |
| Leiendecker 1’ Hermandung 17’ | Marcatori |  |

| Arbitro: | Niebergall |

|                                                  |           |                              |
| Lay 22’, 33’ Schulz 28’ Ziegler 59’ Harforth 89’ | Marcatori | 10’ Recktenwald 90’ Dufresne |

| Arbitro: | Kuhn |

|                                        |           |            |
| Stetter 36’, 54’ Hupp 81’ Rohatsch 89’ | Marcatori | 79’ Kuntze |

| Arbitro: | Ross |

|          |           |                                   |
| Linz 61’ | Marcatori | 15’ Stichler 17’ Dreher 58’ Voise |

| Arbitro: | Filla |

|                                            |           |                          |
| Schwemmle 18’ Ruhs 46’ Basic 52’ Bittl 62’ | Marcatori | 55’, 89’ Schulz 64’ Zahn |

| Arbitro: | Schmidhuber |

|                                       |           |               |
| Harforth 4’ Linz 66’, 76’ (rig.), 83’ | Marcatori | 61’, 84’ Bein |

### Coppa di Germania
| Arbitro: | Jupe |

|                               |           |                   |
| Linz 43’ Schulz 69’ Marek 71’ | Marcatori | 85’ (rig.) Meseck |

| Arbitro: | Linn |

|                     |           |                         |
| Denz 47’ Traser 96’ | Marcatori | 12’ Mießmer 105’ Kuntze |

| Arbitro: | Walz |

|                              |           |          |
| Harforth 53’, 55’ Kuntze 72’ | Marcatori | 15’ List |

| Arbitro: | Heitmann |

|                                                       |           |                        |
| Runge 6’ Bertrams 27’ Thomas 54’ Clute-Simon 55’, 74’ | Marcatori | 60’ Ettmayer 90’ Marek |

## Statistiche

### Statistiche di squadra
| Competizione      | Punti | In casa | In casa | In casa | In casa | In casa | In casa | In trasferta | In trasferta | In trasferta | In trasferta | In trasferta | In trasferta | Totale | Totale | Totale | Totale | Totale | Totale | DR |
| Competizione      | Punti | G       | V       | N       | P       | Gf      | Gs      | G            | V            | N            | P            | Gf           | Gs           | G      | V      | N      | P      | Gf     | Gs     | DR |
| ----------------- | ----- | ------- | ------- | ------- | ------- | ------- | ------- | ------------ | ------------ | ------------ | ------------ | ------------ | ------------ | ------ | ------ | ------ | ------ | ------ | ------ | -- |
| 2. Bundesliga     | 39    | 19      | 12      | 3       | 4       | 46      | 27      | 19           | 3            | 6            | 10           | 30           | 48           | 38     | 15     | 9      | 14     | 76     | 75     | +1 |
| Coppa di Germania | -     | 2       | 2       | 0       | 0       | 6       | 2       | 2            | 0            | 1            | 1            | 4            | 7            | 4      | 2      | 1      | 1      | 10     | 9      | +1 |
| Totale            | 39    | 21      | 14      | 3       | 4       | 52      | 29      | 21           | 3            | 7            | 11           | 34           | 55           | 42     | 17     | 10     | 15     | 86     | 84     | +2 |

### Andamento in campionato
| Giornata  | 1  | 2  | 3  | 4  | 5  | 6  | 7  | 8  | 9  | 10 | 11 | 12 | 13 | 14 | 15 | 16 | 17 | 18 | 19 | 20 | 21 | 22 | 23 | 24 | 25 | 26 | 27 | 28 | 29 | 30 | 31 | 32 | 33 | 34 | 35 | 36 | 37 | 38 |
| --------- | -- | -- | -- | -- | -- | -- | -- | -- | -- | -- | -- | -- | -- | -- | -- | -- | -- | -- | -- | -- | -- | -- | -- | -- | -- | -- | -- | -- | -- | -- | -- | -- | -- | -- | -- | -- | -- | -- |
| Luogo     | T  | C  | T  | C  | T  | C  | T  | C  | T  | C  | T  | C  | T  | C  | T  | C  | T  | C  | T  | C  | T  | C  | T  | C  | T  | C  | T  | C  | T  | C  | T  | C  | T  | C  | T  | C  | T  | C  |
| Risultato | P  | P  | P  | V  | N  | V  | V  | N  | P  | P  | N  | V  | P  | N  | V  | V  | P  | N  | P  | V  | N  | V  | N  | V  | P  | V  | V  | V  | N  | P  | N  | V  | P  | V  | P  | P  | P  | V  |
| Posizione | 20 | 20 | 20 | 19 | 18 | 13 | 12 | 12 | 13 | 13 | 14 | 11 | 13 | 13 | 12 | 10 | 12 | 12 | 12 | 11 | 11 | 11 | 10 | 9  | 9  | 9  | 9  | 9  | 9  | 10 | 9  | 9  | 9  | 9  | 9  | 10 | 10 | 10 |

Legenda:

Luogo: C = Casa; T = Trasferta. Risultato: V = Vittoria; N = Pareggio; P = Sconfitta.

### Statistiche dei giocatori
| Giocatore     | 2. Bundesliga | 2. Bundesliga | 2. Bundesliga | 2. Bundesliga | Coppa di Germania | Coppa di Germania | Coppa di Germania | Coppa di Germania | Totale   | Totale | Totale      | Totale     |
| Giocatore     | Presenze      | Reti          | Ammonizioni   | Espulsioni    | Presenze          | Reti              | Ammonizioni       | Espulsioni        | Presenze | Reti   | Ammonizioni | Espulsioni |
| ------------- | ------------- | ------------- | ------------- | ------------- | ----------------- | ----------------- | ----------------- | ----------------- | -------- | ------ | ----------- | ---------- |
| K. Armbrust   | 37            | 0             | 0             | 0             | 4                 | 0                 | 0                 | 0                 | 41       | 0      | 0           | 0          |
| Y. Bischoff   | 1             | 0             | 0             | 0             | 0                 | 0                 | 0                 | 0                 | 1        | 0      | 0           | 0          |
| A. Braun      | 9             | 0             | 0             | 0             | 1                 | 0                 | 0                 | 0                 | 10       | 0      | 0           | 0          |
| K. Bühler     | 0             | 0             | 0             | 0             | 0                 | 0                 | 0                 | 0                 | 0        | 0      | 0           | 0          |
| H. Derigs     | 32            | 1             | 4             | 1             | 3                 | 0                 | 0                 | 0                 | 35       | 1      | 4           | 1          |
| W. Dotzauer   | 0             | 0             | 0             | 0             | 0                 | 0                 | 0                 | 0                 | 0        | 0      | 0           | 0          |
| B. Ettmayer   | 28            | 4             | 1             | 0             | 3                 | 1                 | 0                 | 0                 | 31       | 5      | 1           | 0          |
| M. Harforth   | 32            | 9             | 2             | 0             | 4                 | 2                 | 0                 | 0                 | 36       | 11     | 2           | 0          |
| M. Kuntze     | 32            | 2             | 3             | 0             | 4                 | 2                 | 1                 | 0                 | 36       | 4      | 4           | 0          |
| U. Lay        | 32            | 4             | 4             | 0             | 4                 | 0                 | 0                 | 0                 | 36       | 4      | 4           | 0          |
| P. Linz       | 38            | 22            | 0             | 0             | 4                 | 1                 | 1                 | 0                 | 42       | 23     | 1           | 0          |
| U. Löffler    | 20            | 3             | 1             | 0             | 2                 | 0                 | 0                 | 0                 | 22       | 3      | 1           | 0          |
| J. Marek      | 36            | 6             | 8             | 0             | 3                 | 2                 | 1                 | 0                 | 39       | 8      | 9           | 0          |
| K. Mießmer    | 14            | 2             | 2             | 0             | 3                 | 1                 | 0                 | 1                 | 17       | 3      | 2           | 1          |
| R. Obermann   | 7             | 2             | 0             | 0             | 1                 | 0                 | 0                 | 0                 | 8        | 2      | 0           | 0          |
| R. Obermüller | 0             | 0             | 0             | 0             | 0                 | 0                 | 0                 | 0                 | 0        | 0      | 0           | 0          |
| N. Poulsen    | 26            | 4             | 2             | 0             | 3                 | 0                 | 0                 | 0                 | 29       | 4      | 2           | 0          |
| T. Schneider  | 11            | 0             | 0             | 0             | 3                 | 0                 | 0                 | 0                 | 14       | 0      | 0           | 0          |
| H. Schnitzer  | 4             | 0             | 1             | 0             | 1                 | 0                 | 0                 | 0                 | 5        | 0      | 1           | 0          |
| K. Schulz     | 34            | 12            | 4             | 0             | 3                 | 1                 | 3                 | 0                 | 37       | 13     | 7           | 0          |
| B. Vogtmann   | 0             | 0             | 0             | 0             | 0                 | 0                 | 0                 | 0                 | 0        | 0      | 0           | 0          |
| H. Zahn       | 37            | 1             | 8             | 0             | 3                 | 0                 | 0                 | 0                 | 40       | 1      | 8           | 0          |
| N. Ziegler    | 22            | 2             | 2             | 0             | 0                 | 0                 | 0                 | 0                 | 22       | 2      | 2           | 0          |
| R. Öttle      | 14            | 0             | 3             | 0             | 2                 | 0                 | 0                 | 0                 | 16       | 0      | 3           | 0          |